# ジュークボックス・ミュージカル
ジュークボックス・ミュージカル（英: jukebox musical）は、ミュージカル用に書き下ろされた新曲ではなく、既存の楽曲を使ったミュージカル、またはミュージカル映画のことをいう。一般に、楽曲は、特定のミュージシャンかグループに関連した（その人が作ったか、その人のために作られたか、アーティスト当人か、その人がカバーしたか）ものが使われる。楽曲は劇的な筋にはめこまれ、その筋は多くはフィーチャーされるアーティストの伝記であることが多い。
以前はジュークボックス・ミュージカルは成功まで長い時間がかかっていたが（たとえばバディ・ホリーの生涯を描いた『Buddy - The Buddy Holly Story』はウェストエンドで1989年から2003年まで13年間上演した）、ABBAの音楽をベースにした『マンマ・ミーア!』の成功でジュークボックス・ミュージカルは大きな支持を得るにいたった。
ジュークボックス・ミュージカルの評価やヒットにはむらがある。『Lennon』のように短いシーズンで終了したものもあれば、『ムーヴィン・アウト』のように批評的にも興行的にも成功し、ロングランとツアーを行ったものもある。
新しい詞をつけるか、元の詞でいくかは別として、既存の曲を使うというアイディアは古くは1728年の『ベガーズ・オペラ（乞食オペラ）』までさかのぼることができ、そのために『ベガーズ・オペラ』は「最初のミュージカル」と呼ばれることがある。もっとも、「ジュークボックス・ミュージカル」の定義には、微妙なものがあることは否めない。作品の主要部分において、新曲ではなく、既存の曲を使った、という意味では、例えば『雨に唄えば』や『巴里のアメリカ人』なども、広い意味では、「ジュークボックス・ミュージカル」に含まれることになる。

## 代表的なジュークボックス・ミュージカル
- Leader of the Pack（1984年） - 音楽：エリー・グリニッチ（Ellie Greenwich）
- Buddy - The Buddy Holly Story（1989年） - 音楽：バディ・ホリー、他ロックのスタンダード
- Return to the Forbidden Planet（1989年）
- Forever Plaid（1990年）
- Smokey Joe's Cafe（1995年） - 音楽：Jerry Leiber and Mike Stoller
- マンマ・ミーア!（Mamma Mia! , 2001年） - 音楽：ABBA
- ウィ・ウィル・ロック・ユー（We Will Rock You, 2002年） - 音楽：クイーン
- ムーヴィン・アウト（Movin' Out, 2002年） - 音楽：ビリー・ジョエル
- Our House（2002年） - 音楽：マッドネス
- ザ・ボーイ・フロム・オズ（The Boy from Oz, 2002年） - 音楽：ピーター・アレン
- Tonight's The Night（2003年） - 音楽：ロッド・スチュワート
- On the Record（2004年） - 音楽：ウォルト・ディズニー・カンパニー
- リンダ リンダ（2004年） - 音楽：ザ・ブルーハーツ
- Lennon（2005年） - 音楽：ジョン・レノン
- Good Vibrations（2005年） - 音楽：ザ・ビーチ・ボーイズ
- オール・シュック・アップ（All Shook Up, 2005年） - 音楽：エルヴィス・プレスリー
- Jersey Boys（2005年） - 音楽：フランキー・ヴァリ（Frankie Valli）、フォー・シーズンズ
- Hoy No Me Puedo Levantar（2005年） - 音楽：Mecano（スペインのグループ）
- Ring of Fire（2006年） - 音楽：ジョニー・キャッシュ
- Hot Feet（2006年） - 音楽：アース・ウィンド・アンド・ファイアー
- Dusty - The Original Pop Diva（2006年） - 音楽：ダスティ・スプリングフィールド
- Daddy Cool（2006年） - 音楽：ボニーM（Boney M.）
- The Times They Are A-Changin'（2006年） - 音楽：ボブ・ディラン
- The Onion Cellar（2006年） - 音楽：ドレスデン・ドールズ
- ガールフレンズ（2006年） - 音楽：松任谷由実
- Never Forget（2008年） - 音楽：テイク・ザット
- 本気でオンリーユー（2008年） - 音楽：竹内まりや
- ドゥ・ユ・ワナ・ダンス？（2018年） - 音楽：ももいろクローバーZ

## 代表的なジュークボックス・ミュージカル映画
- サージェント・ペパーズ・ロンリー・ハーツ・クラブ・バンド（Sgt. Pepper's Lonely Hearts Club Band, 1978年）音楽：ビートルズ
- ムーラン・ルージュ（Moulin Rouge!, 2001年）
- ハッピー フィート（Happy Feet, 2006年）
- アイドルワイルド Idlewild（2006年）
- アクロス・ザ・ユニバース（2007年）
- マンマ・ミーア!（2008年）
- ジャージー・ボーイズ（2014年）
- SING/シングシリーズ（2017年・2021年）
- ロケットマン(2019年)
- グレイテスト・デイズ Greatest Days（2023年）
- BETTER MAN/ベター・マン（2024年）